# Куанда (посёлок)
Куа́нда — посёлок при одноимённой станции Восточно-Сибирской железной дороги в Каларском районе Забайкальского края. Известен как «Малая столица БАМа».

## География
Расположен на левом берегу реки Куанды в восточной части Муйско-Куандинской низменности, в 130 км к юго-западу от районного центра, села Чара. С якутского «конда» — место встречи; с эвенкийского «куангнэ» — звукоподражание голосам гагар.

## История
Посёлок основан в январе 1981 года. 24 января высадился первый десант строителей СМП-695 Управления строительства «БАМстройпуть» и начал строительство временного посёлка. В мае 1981 года организованы мехколонны № 22, 132, 143 с базой в Куанде.
4 августа 1982 года в посёлок прибыл ССМП «УзБАМстрой». Началось капитальное строительство постоянных объектов ст. Куанда. К концу 1984 года большая часть объектов была построена.
Трасса БАМа приближалась к Куанде с двух сторон. ГлавБАМстроем было дано торжественное обязательство открыть сквозное движение магистрали к 7 ноября 1984 года, а торжественная стыковка магистрали была запланирована 1 октября 1984 года в Куанде. Успеть к этой дате было не просто. Пытаясь ускорить процесс сооружения Кодарского тоннеля, строители пошли на нарушение технологического процесса, что привело к крупному обвалу. Пока сооружали обход тоннеля, западная бригада прошла Куанду. 29 сентября 1984 года в 40 км к востоку от Куанды на разъезде Балбухта состоялась стыковка западного и восточного участков БАМа. 1 октября 1984 года на станции Куанда были сняты два рельсовых звена и торжественно уложены обратно. В посёлке прошли торжества, посвящённые «золотой стыковке» БАМа. В этот же день на привокзальной площади была установлена стела «Символ трудовой славы», которая представляет собой два обелиска с названиями бамовских посёлков и станций.
В посёлке функционируют Куандинская дистанция пути, вокзал, средняя школа-интернат № 4, детский сад «Рябинка», школа искусств, библиотечно-информационный досуговый центр, амбулатория, почтовое отделение.
В 2006—2020 гг. административный центр сельского поселения «Куандинское».

## Население
| 1994 | 2002  | 2010  | 2021  |
| ---- | ----- | ----- | ----- |
| 2973 | ↘1614 | ↗1693 | ↘1394 |